# Rahat Muhtaruli Alijev
Rahat Muhtaruli Alijev (kazakul: Rakhat Mukhtaruly Aliyev, Almati, 1962. december 12. – Bécs, Ausztria, 2015. február 24.) kazak orvos, üzletember és politikus. 2007 februárjáig Kazahsztán első külügyminiszter-helyettese volt. 2007 júniusáig Nurszultan Nazarbajev kazak elnök idősebbik lánya, Dariga Nazarbejeva férje volt. Miután szembehelyezkedett Nazarbajev elnökkel, Kazahsztánban kegyvesztetté vált.
Apja, Muhtar Alijev ismert kazak sebész, 1982–1987 között a Kazah SZSZK egészségügyi minisztere volt.

## Szakmai és politikai karrierje
1985-ben végezte el az Almati Állami Egyetemet orvosként. Ezt követően a Kazak Baleseti Intézetben dolgozott. 1986–1989 között a moszkvai 2-es számú Egészségügyi Főiskolán volt aspiráns. Almatiba visszatérve a Kazak Baleseti Intézet tudományos munkatársaként, majd főmunkatársaként dolgozott. 1993-ban az egészségügyi minisztérium külkapcsolatokkal foglalkozó főosztályának helyettes vezetője lett. Még ugyanabban az évben a Kazak Külgazdasági Minisztérium egészségügyi berendezések importjával foglalkozó cége, a KazMedImport igazgatója lett. 1996-ban otthagyta az üzleti életet.
1996-ban kinevezték Kazahsztán Adóügyi Bizottságának kötelékében működő Adórendőrség egyik igazgatósága helyettes vezetőjévé. Később igazgatóvá lépett elő. 1997-től az amerikai FBI Akadémiáján tanult.
1999-től 2000-ig a Kazah Nemzetbiztonsági Bizottság (KNB) almati és almati területi kirendeltségének vezetője volt, 2000–2001 között a KNB elnökhelyettesi posztját töltötte be, 2001–2002 között pedig a kazak Elnöki Biztonsági Szolgálat helyettes vezetője volt. 2000-től a Kazak labdarúgó-szövetség elnöki posztját is betöltötte.
2002-ben kinevezték Kazahsztán ausztriai rendkívüli és meghatalmazott nagykövetévé. (Egyúttal az EBESZ-hez, Szlovéniába, Horvátországba, Macedóniába, Szerbiába és Montenegróba is akkreditálva volt.)
2005-ben tért vissza Almatiba. 2005 júliusától a kazak külügyminiszter első helyettese volt, augusztusban pedig az elnök EBESZ-ügyekben illetékes különleges tanácsadójává is kinevezték.

## Letartóztatása
2007 februárjában ismét őt nevezték ki Kazahsztán ausztriai nagykövetévé. Politikai nézetei azonban eltávolodtak az elnökétől, és május 27-én bejelentette, hogy Nazarbajevvel szemben ellenzéki álláspontra helyezkedik. Még azon a napon Bauirzsan Muhamedzsanov külügyminiszter felmentette minden tisztségéből, és a kazak Legfelsőbb Ügyészség nemzetközi elfogatóparancsot adott ki ellene.
2008. május 28-án a kazak Legfelsőbb Ügyészség és a kazak titkosszolgálatok munkatársai Bécsben letartóztatták és Kazahsztánba akarták szállítani. Május 30-án Ausztria a nemzetközi joggal összeegyeztethetetlennek minősítette a kazak hatóságok eljárását és kiutasította az országból kazak ügyészség és titkosszolgálatok munkatársait, Alijev pedig menedékjogot kapott. 2007 augusztusának elején Ausztria megtagadta kiadatását a kazak hatóságoknak, mert nem látták biztosítottnak a kazahsztáni bírósági eljárás pártatlanságát. Alijev azóta Ausztriában élt.
Távollétében, 2008. január 15-én egy almati kerületi bíróság 20 év börtönbüntetésre és teljes vagyonelkobzásra ítélte.
2007 júniusában, távollétében, az elnök nyomására felesége, Dariga Nazarbajeva elvált tőle. Feleségétől három gyermeke van: Nureli Rahatuli Alijev (1985), Ajszultan Rahatuli Nazarbajev (1990-2020) és Venyera Rahatkizi Alijeva (2000)